# Don S. Davis
Don Sinclair Davis (Aurora, 4 augustus 1942 – Gibsons, 29 juni 2008) was een Amerikaans acteur.
Davis studeerde kunst en theaterwetenschappen. Als theaterwetenschapper haalde hij in 1970 een Master en in 1982 een Ph.D.-titel. Hij gaf inmiddels vanaf 1970 les aan de University of British Columbia. In de jaren tachtig startte hij naast zijn wetenschappelijke carrière een filmloopbaan. In 1987 gaf hij het lesgeven op, om zich volledig op het acteren te storten. Hij was stunt-double voor acteur Dana Elcar in de serie MacGyver en had diverse bijrollen, onder andere in de serie 21 Jump Street en in de films Look Who's Talking en Look Who's Talking Too.
Met de rol van Major Garland Briggs in de serie Twin Peaks verwierf hij voor het eerst bekendheid onder een groot publiek. Het leverde hem daarbij genoeg werk op voor de jaren die volgden. Zo was hij te zien in de fims Hook, A League of Their Own en Cliffhanger en de televisieseries The Outer Limits, Poltergeist: The Legacy en Columbo. In The X-Files had hij de rol van Captain William Scully, de vader van hoofdrolspeler Dana Scully.
Vanaf 1997 was Davis te zien in de langlopende rol van General George S. Hammond in de serie Stargate SG-1. In dezelfde rol was hij te zien in Stargate Atlantis en Stargate: Continuum. Naast Stargate speelde Davis diverse kleinere rollen, onder meer in de series NCIS, The Twilight Zone en The West Wing. Zijn laatste rol was in de in 2009 uitgekomen horrorfilm The Uninvited.
Davis was naast zijn wetenschappelijke en filmloopbaan actief als kunstenaar. Vanaf zijn jeugd in de staat Missouri was hij bezig met schilderen, tekenen, houtbewerking en beeldhouwen. In juni 2008 stierf hij plotseling op 65-jarige leeftijd aan een hartinfarct. In Stargate Atlantis werd stilgestaan bij zijn dood door zijn personage George Hammond ook te laten sterven en een ruimteschip naar Hammond te vernoemen.